# توكولتي نينورتا الثاني
توكولتي نينورتا الثاني ابن الملك أداد نيراري الثاني مؤسس الإمبراطورية الآشورية الحديثة. كان ملكاً على آشور للفترة (890-884) ق.م، وقد خلفه في الحكم إبنه آشور ناصربال الثاني.
في عهد أدد-نيراري الثاني، سكن الجيش على الحدود، وأخضع جزءا كبيرا من الأراضي البابلية وهزم الآراميين في معركتين إلى الغرب. واصل توكولتي-نينورتا الثاني حملة والده ضد الآراميين.
عزز المكاسب التي تحققت من قبل والده على الحثيين والبابليين والآراميين، وقاد حملة ناجحة على جبال زاغروس في إيران، إخضع فيها الشعوب الإيرانية التي وصلت حديثا إلى المنطقة، من الفرس والميديين، خلال فترة وجيزة من حكمه.
وتابع سياسة والده الحربية فقاد عدة حملات باتجاه الشرق والشمال ووطد السيطرة الآشورية في منطقة الخابور. وخاض معارك في جنوب ارمينيا.
فضل الملك توكولتي نينورتا الثاني نينوى على آشور واتخذها عاصمة للدولة الآشورية. ولقد تم تخليد ذكراه بحفر صورته على تمثال تحت شمس مجنحة على رخام باللونين الازرق والاصفر وفق اسلوب الحثيين عثر عليه في مدينة ترقا.